# Kirchholz (Gemeinde St. Marienkirchen)
Kirchholz ist eine der 19 Ortschaften der Gemeinde St. Marienkirchen an der Polsenz in Oberösterreich. 
Die Rotte Kirchholz hat 33 Einwohner (Stand 1. Jänner 2024).